# Historie miłosne
Historie miłosne – polski film obyczajowy z 1997 w reżyserii Jerzego Stuhra. Twórca zadedykował film Krzysztofowi Kieślowskiemu, zmarłemu w marcu 1996 reżyserowi, z którym niegdyś wielokrotnie współpracował.
W 1997 Historie miłosne były polskim kandydatem do Oscara w kategorii najlepszego filmu nieanglojęzycznego, jednak ostatecznie nie otrzymały nominacji.

## Fabuła
Film opowiada o losach uczuciowych czterech mężczyzn w sile wieku. Każdy z nich zostaje raptownie postawiony w sytuacjach, które będą sprawdzianem jego zdolności do pójścia za głosem serca. Życiowy egzamin z siły uczuć ocenia „Ankieter” ze świata nadrzeczywistego. Rozprowadzający czuwa, by każdy z bohaterów stawił się w odpowiednim czasie przed obliczem tajemniczego Ankietera, który oceni siłę ich uczuć.
Pierwszy z nich to doktor, adiunkt polonistyki Uniwersytetu Warszawskiego, który zamiast pracy na egzaminie pisemnym otrzymuje od swojej studentki, Ewy Bielskiej, arkusz zapisany tylko dwoma słowami „Kocham Pana”. Strofuje Ewę przypominając, że grozi jej niezaliczenie, lecz jednocześnie jest zażenowany, przez co stara się być bardzo oficjalny. Dziewczyna zapewnia go jednak, że napisała prawdę: właśnie miłość uniemożliwia jej skupienie się na nauce. Doktor pamięta, że Ewa jest początkującą poetką, stara się więc pomóc jej w sytuacji na studiach prosząc, by zgłosiła się do niego z wierszami. Dziewczyna przychodzi jednak także z kwiatami, i to nie do jego gabinetu, lecz do domu. Skonfundowany adiunkt niemalże ulega oddającej mu się Ewie, lecz w ostatniej chwili wybiera unik. Gdy nadal w nim zakochana dziewczyna pojawia się na egzaminie końcowym i błaga o pomoc, początkowo godzi się, lecz – przestraszony, że ich sekretną rozmowę widziała bibliotekarka, która mogłaby mu zaszkodzić – odmawia w końcu wsparcia nawet wtedy, gdy gotów jest to dla niego zrobić dziekan. Ewa rezygnuje z egzaminu, co oznacza dla niej skreślenie z listy studentów. Doktor zostaje poinformowany przez asystenta Ankietera, że również jest już wyeliminowany z grona tych, w których życiu obecne są uczucia.
Druga historia opowiada o prowincjonalnym księdzu, który dowiaduje się od klęczącej przed konfesjonałem jedenastolatki, że jest jej ojcem. Magda, przebywająca po śmierci matki w domu dziecka w Radomiu, pokazuje mu jego zdjęcie. Ksiądz pojmuje więc, że dziewczynka naprawdę jest córką tamtej Moniki Jarzębskiej z czasów, gdy przebywał w Krakowie. W pierwszej chwili prosi telefonicznie o pomoc swą matkę, która rozpoznaje sytuację w Radomiu i gotowa jest na wszelkie działania zapobiegające ujawnieniu sprawy – lecz ostatecznie, wzruszony uczciwością i prostolinijnością Magdy, odrzuca wszelkie kompromisy. Po rozmowie z biskupem porzuca stan kapłański, wybierając ojcostwo.
Trzecia historia opowiada o pułkowniku, którego małżeństwo od dawna jest fikcją i musi płacić żonie za każdym razem gdy mu jest do czegoś potrzebna. Zgoda na wyjazd razem z nim na manewry z Amerykanami, przygotowujące do NATO (bo „tamci też będą z żonami”) będzie go kosztować 20000 złotych. Pułkownik nie dba jednak o pieniądze, natomiast dba o karierę wojskową, i to właśnie okaże się decydujące, gdy niespodziewanie zapuka do jego drzwi dawna miłość jeszcze z olimpiady w Moskwie. Odwiedza go Tamara dla której był już niemal gotów rzucić wreszcie żonę i spełnić deklarowane od dawna obietnice. Lecz gdy generał pokazuje mu zdjęcie wykonane przez tajne służby i rozkazuje natychmiast zerwać znajomość z Rosjanką, pułkownik rejteruje, a Tamara wraca do Moskwy.
Czwarta historia opowiada o wpadce więźnia na granicy z przemytem 12 kg heroiny pakistańskiej. Jest wściekły, bo podejrzewa, że żona podsunęła mu trefny towar. Rozżalona Kryśka wyjeżdża za granicę i przez cztery lata żyje z kochankiem w Berlinie. Gdy zbliża się koniec kary męża oraz termin zapłacenia grzywny, wraca i zapewnia go, że nie może bez niego żyć. Kochający ją wciąż Zdzisiek ulega i zdradza, gdzie są dolary, co przynosi mu następne 2 lata odsiadki, bowiem Kryśka, miast zapłacić grzywnę, znika. Po roku i 11 miesiącach odbywa się rozprawa przeciwko Krystynie Filip, złapanej na nielegalnym przemycie dewiz. Wciąż odsiadujący karę Zdzisiek bierze część winy na siebie twierdząc, że żona działała na jego zlecenie. Pytany przez asystenta Ankietera, czy będzie czekał, aż Kryśka wyjdzie z więzienia, żartuje, że na pewno, bo przynajmniej mu nie ucieknie.
We wszystkie główne role męskie wciela się Jerzy Stuhr.

## Obsada
- Jerzy Stuhr – adiunkt, ksiądz, pułkownik, więzień
- Katarzyna Figura – Kryśka (Krystyna Filip)
- Dominika Ostałowska – Ewa Bielska
- Irina Ałfiorowa – Tamara
- Karolina Ostrożna – Magda
- Teresa Sawicka – żona oficera
- Jerzy Nowak – ankieter
- Jerzy Trela – generał
- Andrzej Hudziak – rozprowadzający
- Katarzyna Łaniewska – matka Filipa (więźnia)
- Artur Barciś – adwokat
- Sebastian Konrad – nauczyciel
- Krzysztof Stroiński – dziekan
- Ryszard Sobolewski – biskup
- Aleksandra Górska – bibliotekarka
- Maria Klejdysz – gospodyni księdza
- Maciej Stuhr – student Ikonowicz
- Aleksandra Koncewicz-Rulewska – pani profesor
- Piotr Grabowski – sędzia
- Małgorzata Drozd – sędzia
- Henryk Gołębiewski – taksówkarz przy Dworcu Centralnym
- Ryszard Radwański – strażnik w więzieniu
- Piotr Warszawski
- Paweł Kleszcz

## Nagrody
- 1998 – Jerzy Stuhr, Nagroda Publiczności Przegląd Filmowy Prowincjonalia
- 1998 – Jerzy Stuhr, Nagroda Główna Bałtycka Perła
- 1998 – Jerzy Stuhr (nominacja) Felix najlepsza główna rola męska
- 1997 – Jerzy Stuhr, Paszport „Polityki” najlepszy film
- 1997 – Jerzy Stuhr, Nagroda Kin Studyjnych
- 1997 – Jerzy Stuhr, Grand Prix najlepszy film 22. Festiwal Polskich Filmów Fabularnych w Gdyni
- 1997 – Juliusz Machulski, nagroda dla producenta 22. Festiwal Polskich Filmów Fabularnych w Gdyni
- 1997 – Jerzy Stuhr, Nagroda FIPRESCI na Festiwalu Filmowym w Wenecji
- 1997 – Jerzy Stuhr, nagroda dziennikarzy LFF Łagów